# Kappa Hydrae
Désignations
Kappa Hydrae (en abrégé κ Hya) est une étoile de la constellation de l'Hydre. Elle est visible à l'œil nu avec une magnitude apparente de 5,06. L'étoile présente une parallaxe annuelle de 7,00 mas mesurée par le satellite Gaia, ce qui indique qu'elle est distante d'environ ∼ 466 a.l. (∼ 143 pc) de la Terre. Elle s'éloigne du Système solaire à une vitesse radiale d'environ +21 km/s.

## Propriétés
Kappa Hydrae est une étoile bleu-blanc de type spectral B4 IV/V, avec la classe de luminosité « IV-V » qui indique que son spectre montre des traits intermédiaires entre une sous-géante et une étoile toujours sur la séquence principale. Elle est estimée être cinq fois plus massive que le Soleil et elle est âgée d'environ 31 millions d'années seulement. Elle tourne sur elle-même à une vitesse de rotation projetée de 115 km/s. Le rayon de l'étoile est 3,4 fois plus grand que le rayon solaire, elle est 328 fois plus lumineuse que le Soleil et sa température de surface est de 16 150 K. Kappa Hydrae pourrait être une étoile variable, qui semble connaître des fluctuations répétées de sa luminosité avec une amplitude d'au moins de 0,1 magnitude.

## Nomenclature
κ Hydrae, latinisé Kappa Hydrae, est la désignation de Bayer de l'étoile. Elle porte également la désignation de Flamsteed de 38 Hydrae.
κ Hydrae fait partie de l'ensemble assigné par l'astronome du XVIe siècle Al Tizini à Al Sharāsīf (ألصرسىف), « les côtes » (de l'Hydre), qui comprenait les étoiles allant de β Crateris vers l'ouest jusqu'à κ Hydrae,. Dans un mémorandum technique édité par la NASA en 1971, le Reduced Star Catalog Containing 537 Named Stars, κ Hydrae est désignée comme Al Sharasīf I et β Crateris comme Al Sharasīf II.
En astronomie chinoise, κ Hydrae fait partie de l'astérisme de Zhang (en chinois 張宿, Zhāng Xiù), qui est également une loge lunaire et qui comprend, outre κ Hydrae, υ1 Hydrae, λ Hydrae, μ Hydrae, HD 87344, et φ1 Hydrae.